# Shihuiyao cun
Shihuiyao cun ou Shihuiyao chinois : 石灰窑村 ; chinois traditionnel : 石灰窯村 ; pinyin : shíhuīyáo cūn) est un village situé sur le canton hui de Shihuiyao, dans la province chinoise du Qinghai (ou en mongol Kokonor).